# Allison Miller (baterista)

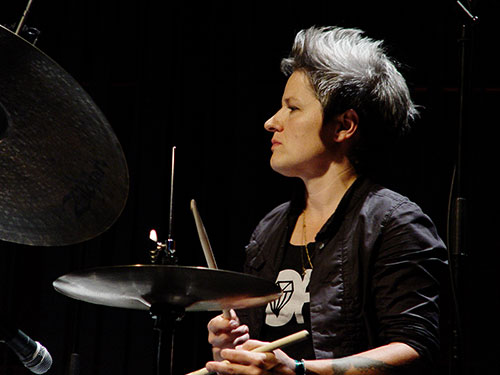
Miller en el Festival de Jazz de Reykjavík, Islandia 2015

Allison Miller (Estados Unidos, 1974 o 1975)es una baterista, compositora y profesora estadounidense que vive en la ciudad de Nueva York.

## Trayectoria
Miller desciende de una larga estirpe de músicos por parte de su familia materna. Su abuela era organista profesional en Oklahoma y su tía abuela era cantante profesional. Su madre es pianista clásica y directora coral. Miller tiene una prima a la que describió como "una cantante de ópera muy famosa".
Miller se crio en el área de Washington D. C. y comenzó a tocar la batería a la edad de 10 años tomando clases con Walter Salb. Asistió a la Universidad de Virginia Occidental.

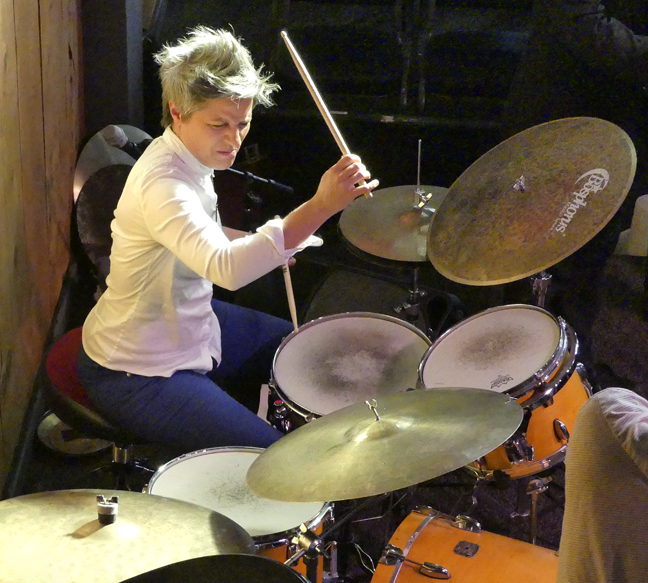
Miller en Bach Dancing & Dynamite Society, Half Moon Bay, California, abril de 2016

Cinco años después de graduarse de la universidad, se mudó a la ciudad de Nueva York para estudiar con Michael Carvin y Lenny White, y comenzó su carrera como baterista independiente. Gracias a esto, ha conseguido conciertos con artistas como Ani DiFranco, Brandi Charlie y más. También ha trabajado como productora, compositora y docente.
Ha grabado seis álbumes: 5 AM Stroll, Boom Tic Boom, No Morphine-No Lilies, Live at Willisau, Otis Was a Polar Bear y Glitter Wolf. También trabaja como música sesionista. Su trabajo con bandas incluye Honey Ear Trio con Rene Hart y Erik Lawrence, Holler and Bam con Toshi Reagon, y su propia banda, Allison Miller's Boom Tic Boom, compuesta por Todd Sickafoose, Marty Ehrlich y Dan Tepfer.
Miller ha actuado con los vocalistas compositores Ani DiFranco, Natalie Merchant y Erin McKeown, y ha realizado giras con el saxofonista de vanguardia Marty Ehrlich, el organista Doctor Lonnie Smith y la cantante de folk-rock Brandi Carlile.
Parte de la música de Miller ha aparecido en la serie de Showtime, "The L Word". También ha sido tres veces Embajadora de Jazz del Departamento de Estado de los Estados Unidos y ha viajado a África Oriental, Eurasia y el Sudeste Asiático.

## Vida personal
Miller se identifica como lesbiana. En 2013, contribuyó con un ensayo a The Huffington Post describiendo su proceso de salida del armario y sus experiencias como mujer, lesbiana y feminista en el mundo del jazz dominado por hombres.

## Discografía
- 5am Stroll (Foxhaven Records) (2005)
- At The End of The Day, Agrazing Maze (Foxhaven Records) 2006
- Boom Tic Boom (Foxhaven Records) (2010)
- Boom Tic Boom: Live at Wilisau (Foxhaven Records) (2012)
- No Morphine No Lilies featuring Boom Tic Boom (The Royal Potato Family) (2013)
- Otis Was a Polar Bear featuring Boom Tic Boom (The Royal Potato Family) (2016)
- Science Fair with Carmen Staaf (Sunnyside Records) (2018)
- Glitter Wolf featuring Boom Tic Boom (The Royal Potato Family) (2019)
- Rivers in Our Veins (The Royal Potato Family) (2023)

## Otros proyectos
- Steampunk Serenade - Honey Ear Trio (Miller, Rene Hart, Erik Lawrence) (2011)
- Swivel - Honey Ear Trio (2016)
- Lean - Lean (Miller, Jerome Sabbagh, Simon Jermyn) (2016)
- Parlour Game - Parlour Game (Jenny Scheinman, Miller, Carmen Staaf, Tony Scherr) (Royal Potato Family, 2019)
- ARTEMIS - ARTEMIS (an all-female jazz supergroup) (2020, Blue Note)
- In Real Time - ARTEMIS (2023, Blue Note)
- Tues Days (Dueto con Jane Ira Bloom) (2021)

## Como músico lateral
El trabajo de Miller como música sesionista incluye:
- Betty 3 - Betty (1999)
- No Walls - Virginia Mayhew (2000)
- Phantoms - Virginia Mayhew (2003)
- At The End of The Day - Agrazing Maze (2005)
- Fingerprint - Eric Deutsch (2007)
- Heart and Soul Live in San Francisco - Kitty Margolis (2005)
- Tiny Resistors - Todd Sickafoose (2008)
- Jungle Soul - Dr. Lonnie Smith (2008)
- Red Letter Year - Ani Difranco (2008)
- Bear Creek - Brandi Carlile (2012)
- ¿Which Side Are You On? - Ani Difranco (2012)
- The Stars Look Very Different Tonight - Ben Allison (2013)
- Out and About - Will Bernard (2016)
- Last Things Last - Greg Cordez (2017)
- An Eight Out of Nine - SLUGish Ensemble, Steven Lugerner (2018)
- Lioness - Lioness (all woman group) (2019)
- Redshift – Josh Deutsch (2020)
- Occasionally – Pat Donaher (2021)